# Tricalysia patentipilis
Espèce
Tricalysia patentipilis K.Krause est une espèce de lianes du Cameroun de la famille des Rubiaceae et du genre Tricalysia.

## Localisation
C'est une plante endémique du Cameroun. Rare, elle n'est connue que d'une seule localité dans le massif de l'Adamaoua.